# دانيال غريفيثز
دانيال غريفيثز (بالإنجليزية: Daniel Griffiths)‏ هو لاعب اتحاد الرغبي بريطاني، ولد في 1 فبراير 1979 في كارماذن ‏ في المملكة المتحدة.